# Youssef Boughanem
Youssef Boughanem (ur. 12 czerwca 1989) – belgijski kick-boxer i zawodnik muay thai marokańskiego pochodzenia, zawodowy mistrz świata WAKO Pro, WBC, IBF, ISKA wagi średniej oraz WKN wagi super półśredniej w boksie tajskim. Pierwszy w historii zawodnik spoza Tajlandii który zdobył mistrzostwo trzech tajskich stadionów: Lumpini, Rajadamnern i Omnoi.

## Kariera sportowa
Dorastał w Etterbeek nieopodal Brukseli. Początkowo zainteresował się piłką nożną, następnie boksem i kick-boxingiem. W wieku 12 lat rozpoczął treningi boksu tajskiego. Zainteresował nim również młodszego brata Yassine, który zaczął uprawiać tę dyscyplinę sportową.
Na przestrzeni kilku następnych lat stoczył ok. 40 amatorskich pojedynków głównie w Belgii i Holandii, ponadto toczył już zawodowe pojedynki w tym wygrany m.in. z Robinem van Roosmalenem. Mając 17 lat wyjechał do Tajlandii do klubu Jocky Gym by pod okiem m.in. mistrza świata Francuza Jean-Charlesa Skarbowsky'ego udoskonalać swoje umiejętności w boksie tajskim. Od przyjazdu do Tajlandii nierzadko walczył dwa razy w tygodniu, wygrywając większość pojedynków z lokalnymi zawodnikami. 27 listopada 2009 doszedł do finału turnieju Toyota Vigo Cup, w którym przegrał na punkty z Prakaisaengiem Sit-Or.
22 maja 2010 wygrał turniej organizowany przez federację WMA w chińskim Zhangzhou. 12 lipca 2010 pokonał na punkty byłego mistrza WBC Muay Thai Big Ben Chor Praram, natomiast pod koniec roku 6 grudnia uległ w finale turnieju Thai Fight Francuzowi Fabio Pinca na punkty. 12 lutego 2011 przegrał przed czasem z utytułowanym Tajem Buakawem Banchamekiem. Na przełomie 2011/2012 większość swoich pojedynków Tajlandii przegrywał m.in. z Diesellekiem Topkingboxing przez nokaut.
Na początku czerwca 2013 brał udział w szesnastoosobowym turnieju organizacji Thai Fight w formule muay thai kard chuek (bokserzy walczyli bez rękawic, mając jedynie owinięte sznurem pięści). Boughanem ostatecznie doszedł do półfinału w którym uległ Saiyokowi Pumpanmuang na punkty.
15 sierpnia 2015 został mistrzem stadionu Omnoi w wadze średniej nokautując Rungrawee w trzeciej rundzie. Tytuł bronił już 26 września pokonując na punkty Chanajona. 31 grudnia 2015 wygrał turniej Thai Fight wagi średniej.
27 maja 2016 zmierzył się o pas kolejnego stadionu bokserskiego, tym razem Rajadamnern przeciwko Kompetchlekowi Looprabaht. Walka nie została rozstrzygnięta gdyż Boughanem zadał ciosy poniżej pasa i walkę przerwano. Zaplanowano więc rewanż lecz międzyczasie 24 czerwca w Księstwie Monako, w Monte Carlo pokonał Ormianina Armena Petrosyana na punkty zostając mistrzem świata WAKO Pro w wadze lekkośredniej. 31 sierpnia ponownie zmierzył się z Kompetchlekiem, tym razem nokautując Taja w czwartej rundzie i zostając nowym mistrzem stadionu Rajadamnern. Na przełomie 2016/2017 walczył w Tajlandii i Europie, wygrywając wszystkie pojedynki m.in. w rewanżu z Saiyokiem Pumpanmuang. 22 września 2017 zdobył pas mistrza Phoenix FC wagi średniej, pokonując przed czasem pochodzącego z Polski Artura Saładiaka.
26 lutego 2018 obronił tytuł stadionu Rajadamnern i Phoenix FC w starciu z Noppakawem Siriluckmuaythai, którego Marokańczyk znokautował w trzeciej rundzie. Stawką pojedynku było również zwakowane mistrzostwo świata WBC Muay Thai w wadze średniej. Dwa miesiące później 28 kwietnia po raz drugi udanie obronił pas Phoenix FC oraz zdobył kolejny tytuł mistrzowski, tym razem federacji IBF w formule muay thai w zwycięskim pojedynku przeciwko Payakdamowi Mor. Phuvana, którego pokonał przez TKO.
22 maja 2018 został mistrzem stadionu Lumpini w wadze średniej, pokonując przed czasem Talaytonga Sor. Thanaphet. Boughanem stał się tym samym pierwszym obcokrajowcem (tzw. farangiem) który zdobył mistrzowskie tytuły trzech różnych stadionów bokserskich w Tajlandii.
13 października 2018 w Brukseli pokonał Taja Kongjaka Por Pao-In na punkty, broniąc przy tym tytułu WBC i Phoenix oraz zdobywając pas mistrza świata organizacji ISKA w wadze średniej. 22 kwietnia 2019 zwyciężył przez TKO w czwartej rundzie Brytyjczyka Joe Cravena. Stawką walki było bronione przez Marokańczyka mistrzostwo WBC oraz zwakowane mistrzostwo świata WKN wagi super półśredniej.

## Osiągnięcia
- 2009: Toyota Vigo Cup – 2. miejsce w kat. 70 kg
- 2010: 1-King WMC Tournament – 1. miejsce w kat. 70 kg
- 2011: WMA Tournament – 1. miejsce w kat. 71 kg
- 2011: Thai Fight – 2. miejsce w kat. 67 kg
- 2014: Max Muay Thai – 1. miejsce w kat. 72 kg[22]
- 2015: mistrz Venum w wadze średniej (-72,5 kg)
- 2015: mistrz stadionu Omnoi w wadze średniej
- 2015: Thai Fight – 1. miejsce w wadze średniej
- 2016: mistrz świata WAKO Pro w wadze lekkośredniej (-71,8 kg)
- 2016–2018: mistrz stadionu Rajadamnern w wadze średniej
- 2017–2018: mistrz Phoenix FC w wadze średniej w formule muay thai
- 2018: mistrz świata WBC Muay Thai w wadze średniej
- 2018: mistrz świata IBF Muay Thai w wadze średniej
- 2018: mistrz stadionu Lumpini w wadze średniej
- 2018: mistrz świata ISKA w wadze średniej
- 2019: mistrz świata WKN w wadze super półśredniej

## Lista walk zawodowych w MMA
| Wynik   | Bilans | Przeciwnik (bilans przed walką) | Rozstrzygnięcie                | Runda | Czas | Rozgrywki                    | Data       | Miejsce             | Uwagi                               |
| ------- | ------ | ------------------------------- | ------------------------------ | ----- | ---- | ---------------------------- | ---------- | ------------------- | ----------------------------------- |
|         |        | Dimitris Moirotsos (1-1)        |                                |       |      | BRAVE CF 94                  | 17.05.2025 | Genewa              | Pojedynek w limicie umownym -72 kg. |
| Wygrana | 3-0    | Johan Van de Hel (4-3)          | Decyzja (jednogłośna)          | 3     | 5:00 | BRAVE CF 90                  | 23.11.2024 | Wiedeń              |                                     |
| Wygrana | 2-0    | Saad Touijar (0-2)              | TKO (ciosy pięściami)          | 2     | 2:10 | BRAVE CF 83                  | 25.05.2024 | Alkmaar             |                                     |
| Wygrana | 1-0    | Dima Glevka (0-1)               | TKO (kolana i ciosy pięściami) | 2     | 1:47 | Fight And Furious in Octogon | 27.01.2024 | Longeville-lès-Metz | Debiut w zawodowym MMA              |